# Myrmekides
Myrmekides aus Milet oder Athen (altgriechisch Μυρμηκίδες) war ein antiker griechischer Künstler unbekannter Zeit.
Myrmekides ist nur aus der antiken Überlieferung bekannt, wo er meist gemeinsam mit Kallikrates genannt wird. Beide Künstler waren Meister der schon in der Antike Mikrotechnik (altgriechisch μικροτεχνία) genannten Kunst, Miniaturplastiken kleinsten Ausmaßes zu gestalten. Die Materialien ihrer Arbeiten sind nicht oder sehr unterschiedlich in den Quellen aufgeführt: Elfenbein, Marmor oder Metall. Athenaios zählt sie zu den berühmtesten Toreuten. Laut Plinius schufen Myrmekides und Kallikrates ein winziges Viergespann samt Lenker als Gemeinschaftsarbeit, das von den Flügeln einer Mücke bedeckt werden konnte. Zudem soll er ein Schiff geschaffen haben, das vom Flügel einer Biene bedeckt werden konnte. Nach den Scholien zu Dionysios Thrax’ ars grammatica zog die Mücke den metallenen Wagen, nach anderen Quellen eine Fliege. Auch Theodoros von Samos wird eine solche Arbeit zugeschrieben. In welcher Beziehung Myrmekides und Kallikrates zueinander standen, ist unklar, möglicherweise standen sie miteinander in einem direkten Wettbewerb. Ihre Arbeiten sind in der Überlieferung nicht immer eindeutig voneinander zu trennen und nur einem Künstler zuzuschreiben. Beiden werden etwa Ameisen zugeschrieben, die so klein waren, dass das bloße Auge die einzelnen Glieder nicht mehr erkennen konnte. Ebenfalls wird beiden nachgesagt, sie hätten Verse Homers auf ein Sesamkorn graviert. Myrmekides zuschreibbare Arbeiten sind nicht erhalten.